# Obadiah Parker
Gli Obadiah Parker sono un gruppo folk/pop di Scottsdale in Arizona, composto da Mat Weddle, Jessie Young, e Daniel Zehring. Weddle è inoltre apparso in un popolare video, diffuso su internet, nel quale suona una cover acustica di Hey Ya! degli Outkast (contenuta nell'album di debutto).

## Discografia[2]

### Album studio
- 2011 - The Siren and the Saint

### Album live
- 2007 - Obadiah Parker

### EP
- 2006 - Salvation Jam
- 2008 - The Tip Jar, Vol. 1

## Formazione[3]
- Jessie Young
- Mat Weddle
- Daniel Zehring